# Jason Zacko Ngawili
Jason Patrick Zacko Ngawili (25 de abril de 1997) es un deportista centroafricano que compite en judo. Ganó una medalla de bronce en los Juegos Panafricanos de 2023, en la categoría de –66 kg.

## Palmarés internacional
| Juegos Panafricanos | Juegos Panafricanos | Juegos Panafricanos | Juegos Panafricanos |
| Año                 | Lugar               | Medalla             | Categoría           |
| ------------------- | ------------------- | ------------------- | ------------------- |
| 2023                | Acra (Ghana)        | Medalla de bronce   | –66 kg              |